# Râul Jervanu Mare
Râul Jervanu Mare este un curs de apă, afluent al râului Caraș. 

## Hărți
- Harta județului Caraș-Severin
- Harta munții Aninei [nefuncțională – arhivă]
- Harta Parcul Național Semenic - Cheile Carașului  Arhivat în 18 iunie 2008, la Wayback Machine.
- Harta Parcul Național Semenic - Cheile Carașului  Arhivat în 4 decembrie 2012, la Archive.is